# テムズハウス
テムズハウス（英: Thames House）は、イギリスロンドンのミルバンクに位置するオフィスビル。テムズ川の北岸に所在し、ランベス橋に隣接する。かつてはインペリアル・ケミカル・インダストリーズ (ICI) のオフィスとして利用されていたが、1994年12月からイギリスの保安局 (MI5) の本部となった。また、2013年3月までは北アイルランドオフィス (NIO) のロンドン本部としても機能した。

## 歴史

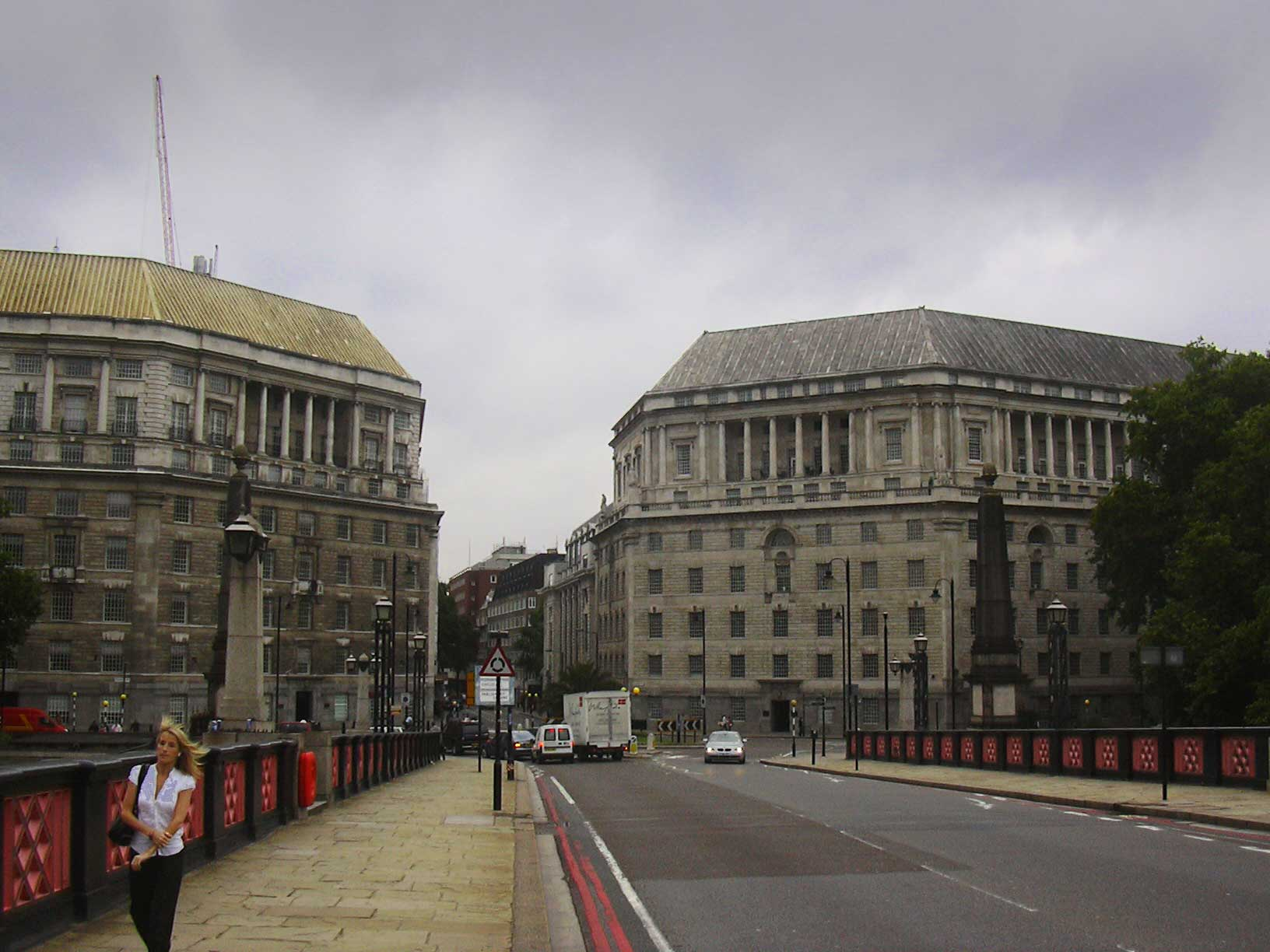
テムズハウス（左）とインペリアル・ケミカル・ハウス（右）

1928年に発生したテムズ川の洪水で住宅街が破壊された後、モウレム社が1929年から1930年にかけてテムズハウスを建設した。設計はサー・フランク・ベインズが担当しており、このデザインはホースフェリーロードのの北側に位置するインペリアル・ケミカル・ハウスと共通するが、全く同一ではない。インペリアル・ケミカル・ハウスはICI専用の施設である一方、元々テムズハウスはインターナショナルニッケル株式会社のロンドン本部など多目的な施設であった。ベインズの設計はエドウィン・ラッチェンスの英国式新古典的伝統を踏襲し、1929年に再設計されたランベス橋の英国式設計と関連がある。正面の上方にはチャールズ・サージャント・ジャガーによる聖ゲオルギウスと女神ブリタニアの彫刻が備え付けられている。テムズハウスはテムズハウスエステートが所有していたが、1994年にイギリス政府が買い取った。テムズハウスエステートはICIとプルーデンシャルが長年共同で所有した後、完全にICIの所有するところとなった。
テムズハウスは1981年1月16日から National Heritage List for England のグレードIIに加えられている。

## MI5とNIO

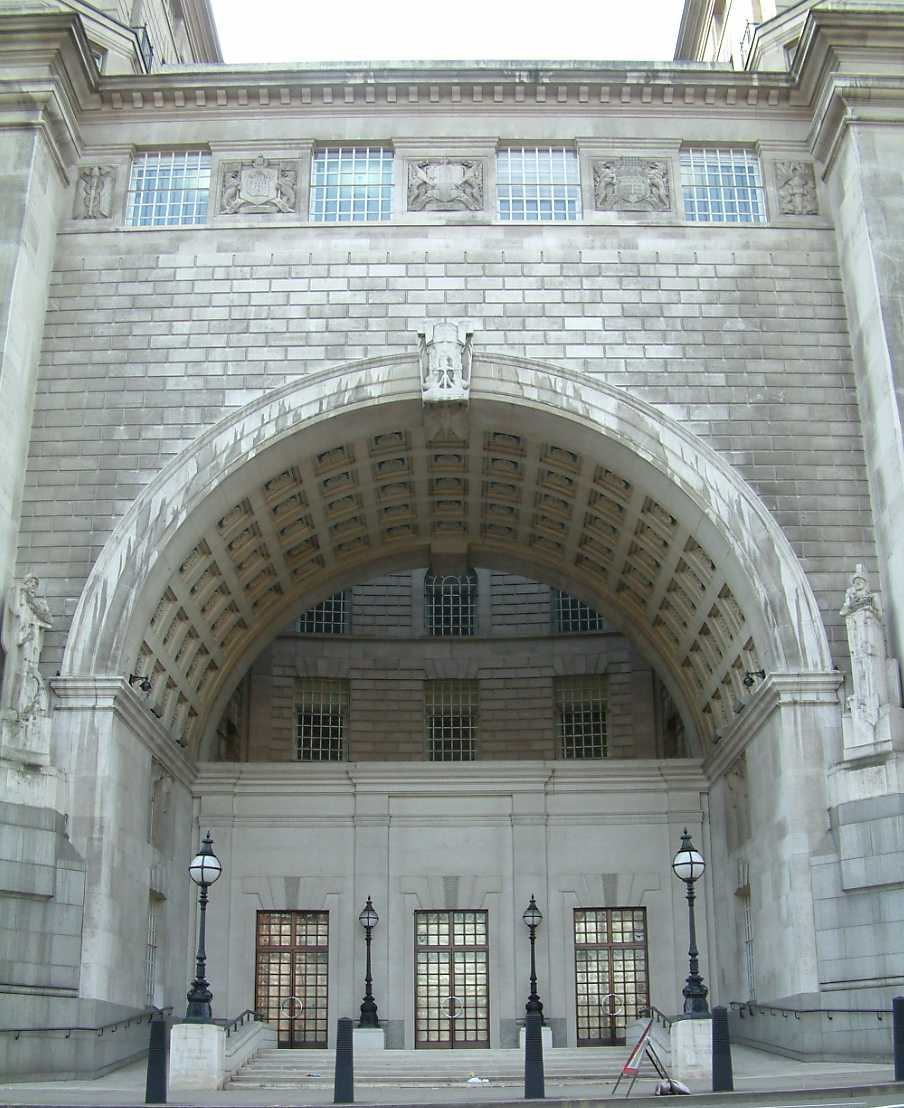
MI5用に拡張されたアーチ

140ゴワーストリートの旧本部とカーゾンストリートハウス（データベース、管理、技術サービス）が分散かつ老朽化していたため、1980年代後半にMI5は新しい拠点を探していた。秘密情報部 (MI6) が新本部探しに協力して2つの候補が挙げられたが、建物が適切な大きさでなく、単なる攻撃の標的になってしまうというセキュリティ上の懸念から、この提案は拒否された。その頃主に官庁に利用されていたテムズハウスは、1989年にエネルギー省が南半分から移転したことで空席が生じ、MI5用に改築して再設置されることとなった。GMW Partnershipが設計を引き受け、モウレム社が1990年から改築作業を開始した。このときにテムズハウスに特徴的なアーチが完成した。屋内には自動モノレールが走り、作業中のスタッフへ地下からファイルを運搬している。
改装後のテムズハウスは1994年11月30日に当時の首相ジョン・メージャーが公式にオープンさせた。
テムズハウスは北アイルランドオフィス (NIO) との共用であったが、内閣府や大蔵省の移転に伴ってNIOは2013年にホースガーズ街1番地へ移転した。
2007年6月1日にテムズハウスは Serious Organised Crime and Police Act 2005 のセクション第128のため保護下に置かれた。これはテムズハウスへの不法侵入を特殊犯罪に指定することを目的としたものであった。

## 大衆文化
BBCのテレビシリーズ『MI-5 英国機密諜報部』では、シリーズ7までグレートクイーン街のフリーメイソンホールの外装とロビーがテムズハウスとして描写された。シリーズ7以降は本物のテムズハウスが使用されているが、建物の入り口にはフリーメイソンホールが使われている。
同じくBBCのテレビドラマ『秘密情報部トーチウッド』シリーズ3では、地球外生命体456が地球に到来する施設としてテムズハウスが登場した。

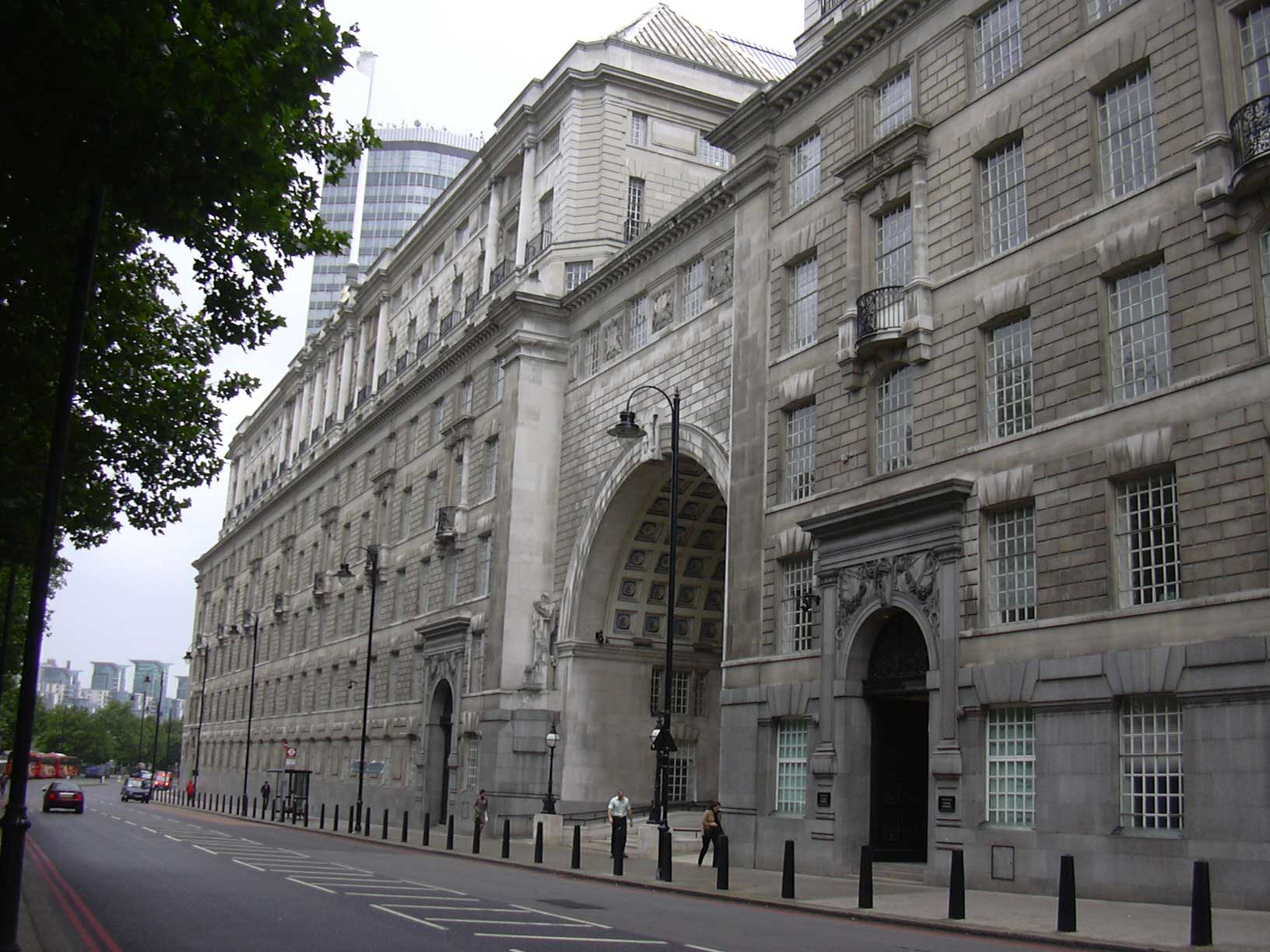
テムズ川のランベス側から見たテムズハウス
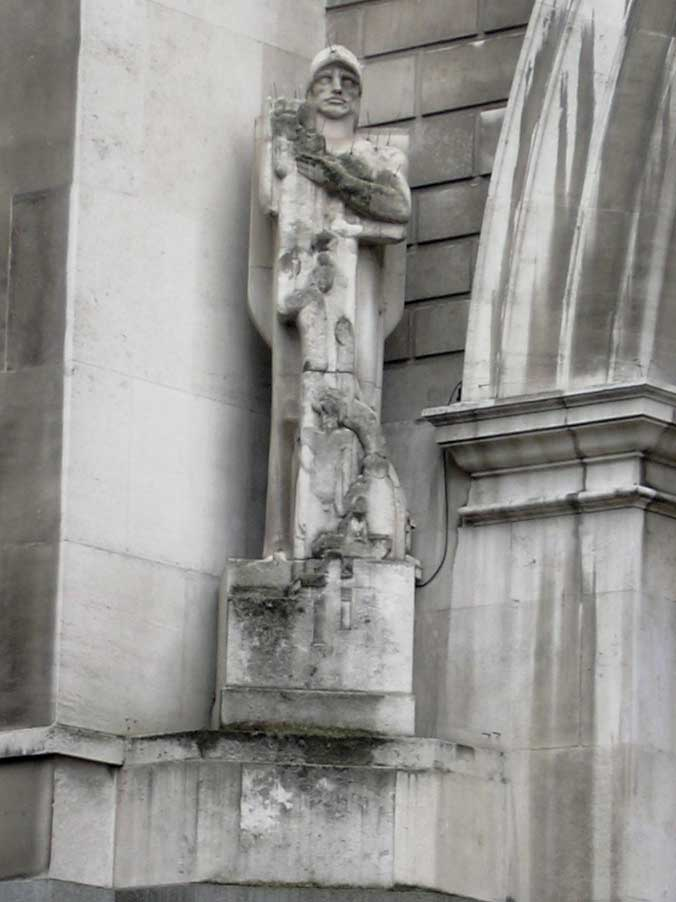
ジャガーの聖ゲオルギウス像
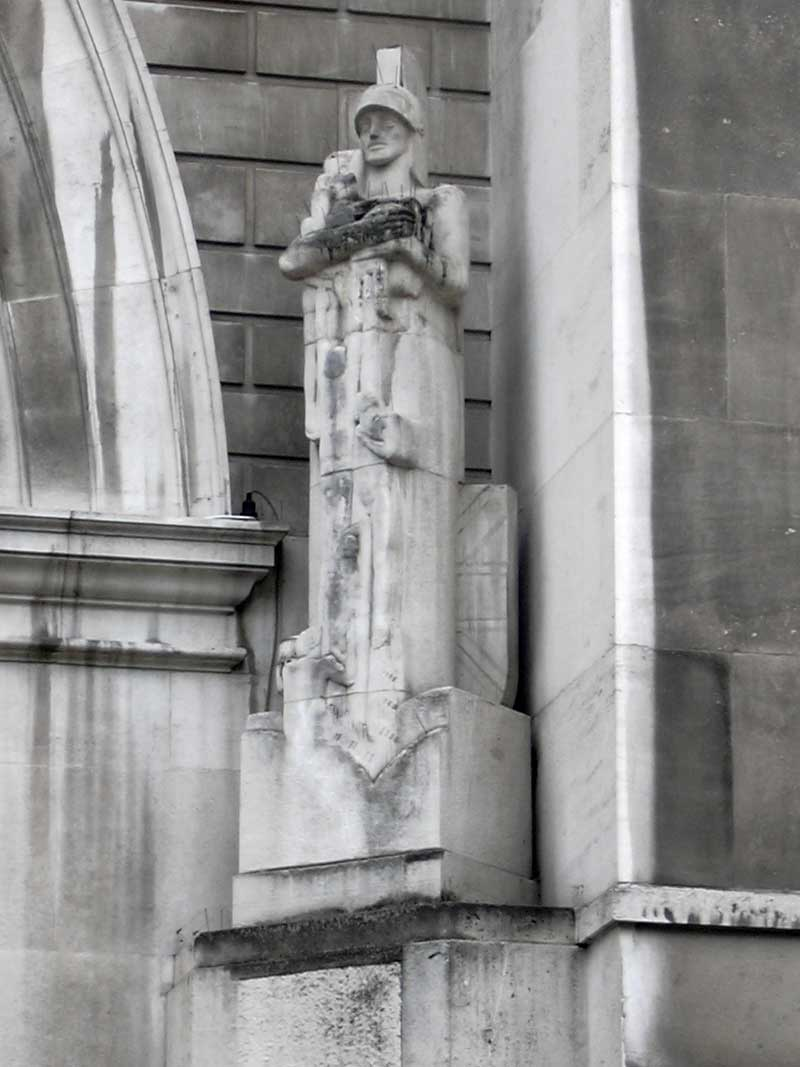
ジャガーのブリタニア像
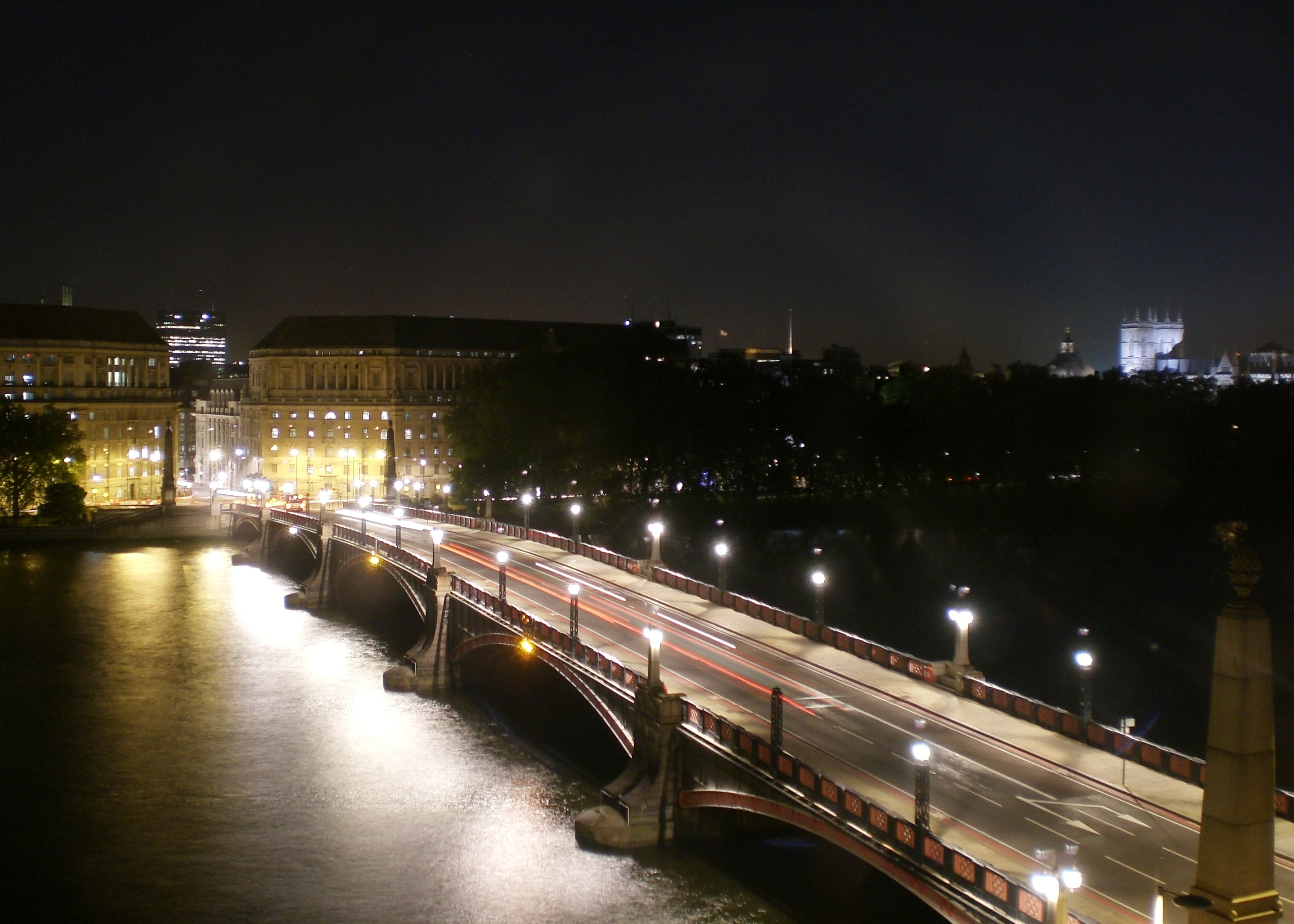
夜のテムズハウス
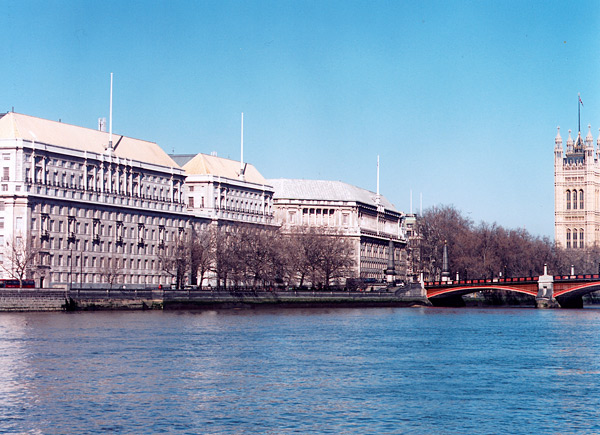
テムズ川の下流から見たテムズハウスとランベス橋